# Hibi Takeshi
Takeshi Hibi (sinh ngày 2 tháng 6 năm 1973) là một cầu thủ bóng đá người Nhật Bản.

## Sự nghiệp câu lạc bộ
Takeshi Hibi đã từng chơi cho Avispa Fukuoka.